# Herr Christ, der einig Gotts Sohn

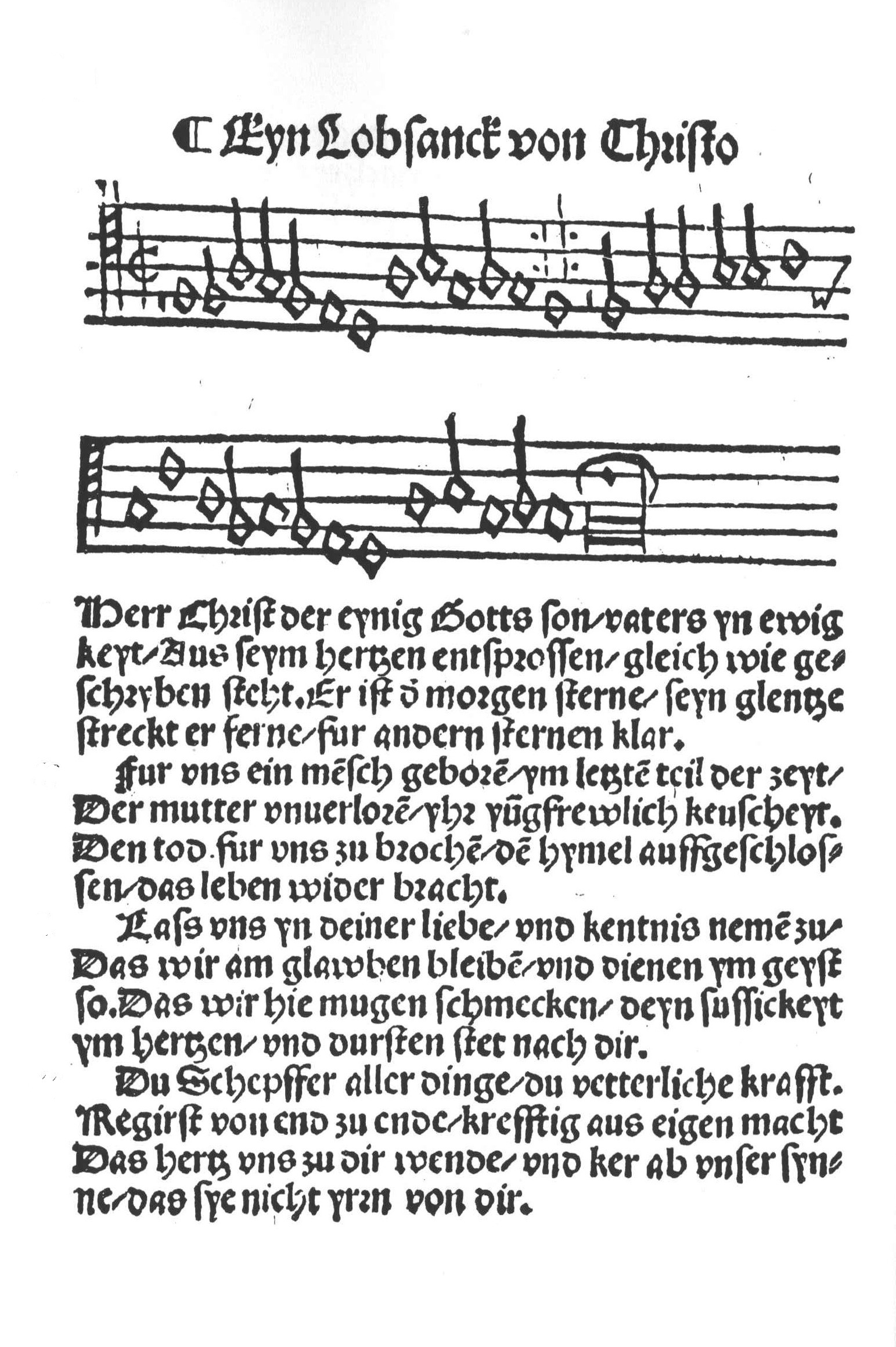
El himno publicado en Erfurt Enchiridion, 1524.

"Herr Christ, der einig Gotts Sohn" (Señor Jesucristo, Hijo único de Dios) es un himno luterano escrito por Elisabeth Cruciger. Fue publicado en 1524 en Erfurt Enchiridion, junto con 18 himnos de Martín Lutero. Se trata de uno de los himnos luteranos más antiguos.

## Historia
El himno se basa en un himno latino de Navidad, "Corde natus ex parentis" (Nacido del corazón del su padre) de Aurelius Prudentius. "Herr Christ, der einig Gotts Sohn" fue publicado por primera vez en el himnario Eyn geystlich Gesangk Buchleyn de Johann Walter en Wittenberg en 1524. Titulado "Eyn Lobsanck von Christo" (Una canción de alabanza a Cristo) en el himnario Enchiridion, la canción es una alabanza de Jesús como el hijo de Dios y salvador del hombre, escrita para la Epifanía. El texto combina la educación luterana con el misticismo medieval que la autora experimentó como monja antes de convertirse al luteranismo. Cruciger escribe en la tercera estrofa, por ejemplo: "so, daß wir hier mögen schmecken dein Süßigkeit im Herzen und dürsten stets nach dir" (que podamos degustar aquí tu dulzura en nuestros corazones y en constante sed de ti). Fue el primer coral protestante en usar imágenes místicas, imitadas en el misticismo de Jesús en generaciones posteriores. La melodía fue adaptada de una canción de amor secular, "Mein Freud möcht sich wohl mehren" (Mi alegría puede aumentar), en la colección de canciones Lochamer-Liederbuch, publicada por Wolflein Lochamer en Núremberg hacia 1455.
Philipp Nicolai alude a él en su himno "Wie schön leuchtet der Morgenstern", ambos autores utilizan el título "Morgenstern" (estrella de la mañana) para Jesús.
En Enchiridion, el himno aparecía con otros 25, 18 escritos por Lutero, tres por Paul Speratus, uno o dos por Justus Jonas, uno por Erhard Hegenwald, y uno atribuido a Jan Hus, haciendo de este el único himno en Enchiridion escrito por una mujer autora.
El himno aparece en himnarios protestantes alemanes para la Epifanía, el número 67 en el vigente himnario protestante alemán Evangelisches Gesangbuch. Es la canción de la semana que sigue al último domingo después de la Epifanía.

## Arreglos musicales
Hans Leo Hassler compuso un arreglo a cuatro voces en 1608. 
Johann Hermann Schein estableció la canción para dos sopranos y basso continuo en 1622, y para cuatro voces y basso continuo en 1627. 
Samuel Scheidt escribió un arreglo a cuatro voces en Görlitz en 1650.
Johann Sebastian Bach utilizó el himno como base para su cantata coral Herr Christ, der einge Gottessohn, BWV 96 de 1724, y empleó estrofas sueltas en otras cantatas (BWV 22). Bach compuso un preludio para órgano, BWV 601, que formó parte de su Orgelbüchlein.
Georg Philipp Telemann compuso dos cantatas, ambas sobre un libretto de Erdmann Neumeister, en 1722 y en 1758.
Diversos compositores escribieron preludios para órgano, como Dieterich Buxtehude, Johann Hermann Schein y Jan Pieter Sweelinck.